# المعبيات
 المعبيات موقع أثري كبير في وادي العلا في منطقة المدينة المنورة ، في غرب المملكة العربية السعودية .
اسم المعبيات يعني القيقب وقد تم تحديده مبدئيًا على أنه أنقاض مدينة القرى،  وهي مدينة ثرية من العصور القديمة المتأخرة .
يغطي حقل الأنقاض مساحة 64 هكتارًا، وهناك أدلة في موقع على استعمال الري والتعدين وإنتاج السيراميك.

## المدينة الأثرية
تقع أطلال مدينة ددان القديمة (المعبيات) على بعد حوالي 4 كم شمال واحة مدينة العلا الحديثة، هذه الآثار هي بقايا عاصمة سابقة لمملكة دادان، التي كانت مزدهرة من 800 قبل الميلاد إلى القرن الأول. في هذا الوقت كان الوادي محطةً لطريق التوابل. كانت الزراعة ورعي الغنم المنتج الاقتصادي الرئيسي لسكان الوادي في تلك الأيام.
كان هناك أيضًا موقع للحج في التلال القريبة، وجدران الوادي مغطاة برسوم تصويرية قديمة.
لقد بدأت المدينة في الانهيار وزادتها غارت الرومان ضعفًا، فتم التخلي عنها في نهاية المطاف في القرن الأول عندما صعد الأنباط إلى السلطة في المنطقة وحوّلوا طرق تجارة التوابل عبر مدائن صالح 30 كم إلى الشمال.
تم ذكر الوادي بشكل مبدئي مع وادي القرى في العصور الإسلامية الأولى.